# Klaww-banden
Klaww banden (The Klaww gang) er en forbryderbande i PS2-spillet Sly 2: Band Of Thieves, der udkom for første gang i 2004. Klaww banden fremstår som en meget ondskabsfuld bande i spillet, og spillet handler hovedsageligt om at besejre dem.
Alle medlemmerne af Klaww banden har en – eller flere – dele af den oldgamle robotørn Clockverk, som Sly Cooper og hans tyvebande besejrede i det første spil "Sly Racoon". Nu bruger alle medlemmer af Klaww banden hver deres robotdel på en ulovlig eller ondsindet måde, og det er op til Sly og hans bande at få stoppet dem i tide, inden de får sat delene sammen og atter vakt liv i Clockverk.
Klaww banden består af følgende medlemmer:

## Dimitri
Dimitri er en festglad fyr, der altid er med på moden. Som ung var Dimitri en lovende kunstmaler, der malede med sin helt egen, unikke stil. Men uheldigt nok var publikum ikke begejstrede overfor Dimitris abstrakste kunst, og Dimitri blev rasende.
Derfor gik han i gang med at forfalske gamle mesterværker, og blev senere hen medlem af Klaww banden.
Dimitri har sin egen natklub i Paris,Frankrig og det er her han opbevarer sin Clockverkdel, der er halefjerene på den gamle ørn. Dimitri bruger Clockverks halefjer til at trykke falske penge i massevis, som han selv anvender ofte. Det er op til Sly og hans bande at stoppe Dimitris ulovlige pengehandel, og få fat i Clockverks halefjer i Episode 1: "Det sorte Chateau".

## Rajan
Rajan er en magtglad indisk tiger, der er vokset op på de fattige gader i Kolkata (tidligere Calcutta), Indien. Allerede fra barns ben begyndte Rajan som kriminel, og begyndte at sælge ulovligt krydderi på gaden. Årene gik, og Rajan tjente flere og flere penge på sin ulovlige krydderihandel, indtil han til sidst blev tilbudt en plads ind i Klaww banden. 
Rajan bor nu på et indisk palads, dybt inde i junglen. Her gemmer han sine meget vigtige dele af Clockverk, de enorme vinger og hjertet. Rajan anvender Clockverkhjertet som en uhyggelig effektiv pumpe, for at få sin ulovlige krydderiproduktion til at køre. Vingerne har Rajan sat fast på en "indisk gudinde"(personligt gæt) af guld. Rajan tror det giver ham prestige at vise vingerne for sine gæster i paladset. Sly og hans venner møder Rajan i Episode 2: "Et stjernespækket møde" samt Episode 3: "Rovdyret vågner".

## Countessa
Countessa er en stor edderkoppekvinde, der har arbejdet undercover for Interpol, sammen med Carmalita Fox og Betjent Neyla.
Hun ejer et stort fængsel i Prag, Tjekkiet, hvor hun omvender forbrydere til gode lovlydige borgere – det tror Interpol i hvert fald.
Det hele er dog én stor plan til at få fat i Clockwerk's øjne, og samtidig erklærer Betjent Neyla krig imod hende. Sly og banden skal få fat i Clockwerk's øjne, stoppe krigen mellem Countessa og Neyla, og til sidst redde Carmalita fra Countessa's tankeomvender i Episode 4: "Fangeflugt" og i Episode 5: "Et net af løgne".